# Сторожевые корабли проекта 10410
Пограничные сторожевые корабли проекта 10410 «Светляк» — серия советских и российских пограничных сторожевых кораблей (ПСКР) 3-го ранга прибрежной зоны. По классификации НАТО: Svetlyak-class. Спроектированы в ФГУП «ЦМКБ „Алмаз“». Производятся на ОАО «Восточная верфь» (Владивостокский судостроительный завод, завод № 639), Ярославском судостроительном заводе и петербургской судостроительной компании «Алмаз».
На апрель 2025 года — запланировано 50, построено 49 кораблей (31 в составе флота), 1 строится, 16 списано.
Проект сторожевых кораблей 10410 получил своё развитие:
- Проект 10410Б «Светляк-МН»,
- Ракетные катера проекта 10411 — ударный проект с 8 ПУ КР Х-35.
- Сторожевые катера проекта 10412 «Светляк»

## Разработка проекта
ПСКР проекта 10410 был спроектирован в 80-х годах XX века Центральным морским конструкторским бюро «Алмаз» для замены ПСКР проектов 205П и 1241-2. С наступлением XXI столетия повысились требования к пограничным катерам: нужны более эффективные корабли, обладающие большей дальностью плавания и автономностью, с экипажами меньшей численности и улучшенными условиями жизнеобеспечения экипажа. Разработка нового ПСКР стали осуществляться в ЦМКБ «Алмаз» в рамках Концепции развития корабельного состава пограничных органов Федеральной службы безопасности в целях унификации на основе проекта 10410, и получившим обозначение 10412.
Основным конкурентом в тендере на новый ПСКР являлся ЦКБ «Рубин». По новой программе предполагалось вести строительство патрульных кораблей для ФПС крупной серией на нескольких предприятиях.
2 сентября 2015 года пограничный сторожевой корабль ПСКР-312 проекта 10410Б покинул акваторию ОАО «Судостроительная фирма „Алмаз“» и ушёл в Кронштадт на ходовые испытания. Корабль с заводским № 312 спущен на воду 29 мая этого года и стал последним, 40-м кораблём в серии.
Планировалось, что заменой данному проекту станут ПСКР проекта 22460.
Однако, пограничная служба ФСБ России решила возобновить строительство ПСКР проекта 10410, выдав в 2016 году заказы на закладку ещё четырёх единиц — двух на АО «Восточная верфь» во Владивостоке (заводские номера [зав. №] 414 и 415), одного — на ПАО «Ярославский судостроительный завод» (заводской номер 809), и одного — на ПАО Судостроительная фирма «Алмаз».
8 июня 2018 года на ПАО «Судостроительная фирма „Алмаз“» в Санкт-Петербурге состоялся спуск на воду строящегося для Пограничной службы ФСБ России пограничного сторожевого корабля ПСКР-933 «Керчь» проекта 10410 (шифр «Светляк», разработчик АО «Центральное морское конструкторское бюро „Алмаз“») с заводским номером 313. Это первый пограничный сторожевой корабль (ПСКР) проекта 10410, построенный в России после возобновления серийного строительства этого проекта.

## Конструкция
Корабль предназначен для несения службы в пограничной службе ФСБ РФ, контроля государственной границы, соблюдением иностранными судами экономической зоны страны, охраны природных ресурсов в пределах этой зоны, охраны прибрежных коммуникаций и искусственных сооружений, защиты судов от нападения диверсантов-террористов, а также отражения вооружённого нападения воздушного и подводного противника — подводных лодок и пловцов.
Оптимальные обводы корпуса в сочетании с автоматизированной дизельной установкой состоящей из трёх российских звездообразных 56-цилиндровых дизелей М520 «Звезда» делают корабль простым и экономичным в эксплуатации, имеющим высокую скорость полного хода 29 узлов и большую дальность плавания экономическим ходом 2200 миль, полным водоизмещением 375 тонн. Электроэнергию вырабатывают дизель-генераторы: один дизель-генератор ДГР2А-200/1500 мощностью 200 кВт и два дизель-генератора ДГФ2А-100/1500 мощностью по 100 кВт.

## Вооружение

### Ракетно-артиллерийское вооружение
На кораблях постройки ОАО «Алмаз»
- 1 × 1 - 76,2-мм АУ АК-176МА (152 выстрелов)
- 2 × 1 × 6 - 30-мм АУ АК-630М (3000 выстрелов)
- 2 × 1 - 14,5-мм МТПУ
- 16 × 1 - ПЗРК типа «Игла», «Верба»
- 2 гранатомета МРГ-1 или ДП-64

На кораблях постройки Ярославского судостроительного завода
- 2 × 1 × 6 - 30-мм АУ АК-306
- 2 × 1 - 14,5-мм МТПУ морские тумбовые пулемётные установки побортно
- 16  × 1 ПЗРК типа «Игла», «Верба»
- 2 комплекса ПУС «Колонка-219-1»

### Радиотехническое и навигационное вооружение
На кораблях постройки ОАО «Алмаз»
- РЛС система управления артиллерийской стрельбой МР-123-01 или МР-123-02Ц «Багира»
- Навигационная РЛС МР-212/201	и НРЛС «Пал-Н» или РЛС «Лиман» и ИНС «Горизонт-25»
- Корабельная спутниковая навигационная аппаратура приемник глонасс СН 3101
- Комплекс связи типа «Буран-6Э» или «Рубин-Э»
- Средства радиосвязи, удовлетворяющие требованиям ГМССБ

На кораблях постройки Ярославского судостроительного завода
- ОЭСУ стрельбы СП-521 «Ракурс»
- ГАГК-1 «Пастильщик-Д»
- Магнитный компас КМ-69М2
- Индукционный электрический лаг с функциями эхолота ЛЭМ2-2
- Корабельная спутниковая навигационная аппаратура типа глонасс
- Приемоиндикатор КПИ-5Ф
- Автопрокладчик АП-5
- Радиопеленгатор РН

## Представители серии
Цвета таблицы:

 Белый — не достроен или утилизирован не спущенным на воду

 Зелёный  — действующий в составе ВМФ России

 Жёлтый  — действующий в составе иностранных ВМС или как гражданское судно

 Синий  — находится в ремонте или на модернизации

 Красный  — списан, утилизирован или потерян
Корабли построенные на ССЗ № 602 / Владивостокском ССЗ / «Восточной верфи» (Владивосток)
| №  | Проект | Зав. № | Тактический № / Название  | Борт. № | Закладка   | Спуск на воду | Ввод в строй | Списание   | Примечание |
| -- | ------ | ------ | ------------------------- | ------- | ---------- | ------------- | ------------ | ---------- | --- |
| 1  | 10410  | 401    | ПСКР-900 «Корсаков»       | 118     | 22.04.1987 | 11.04.1988    | 08.04.1989   | 2023       | БОХР ПС ФСБ России по ДВФО. Списан                                                                                   |
| 2  | 10410  | 402    | ПСКР-901                  | 162     | 1988       | 1989          | 04.1990      | 1998       | БОХР ПС ФСБ России по ДВФО. Затонул 07.11.1995 в Корсакове во время шторма, после подъёма в строй не вводили. Списан |
| 3  | 10410  | 403    | ПСКР-903 «Холмск»         | 088     | 22.12.1988 | 1989          | 21.10.1990   | 28.07.2023 | БОХР ПС ФСБ России по ДВФО. Списан                                                                                   |
| 4  | 10410  | 404    | ПСКР-904                  | 132     | 1988       | 1989          | 09.04.1991   | 2017       | БОХР ПС ФСБ России по ДВФО. Списан                                                                                   |
| 5  | 10410  | 405    | ПСКР-907                  | 104     | 1989       | 1990          | 1991         | 2018       | БОХР ПС ФСБ России по ДВФО. Списан                                                                                   |
| 6  | 10410  | 406    | ПСКР-908                  | 012     | 1989       | 1990          | 05.1991      | 2018       | ПС ФСБ России по ДВФО. Списан                                                                                        |
| 7  | 10410  | 407    | ПСКР-914                  | 199     | 1991       | 26.07.1992    | 20.12.1992   | 2019       | БОХР ПС ФСБ России по ДВФО. Списан                                                                                   |
| 8  | 10410  | 408    | ПСКР-915 «Невельск»       | 023     | 28.11.1990 | 1992          | 09.1993      | 2017       | БОХР ПС ФСБ России по ДВФО. Списан                                                                                   |
| 9  | 10410  | 409    | ПСКР-918 «Южно-Сахалинск» | 026     | 1992       | 1994          | 22.10.1994   |            | БОХР ПС ФСБ России по ДВФО. В строю                                                                                  |
| 10 | 10410  | 410    | ПСКР-922                  | 076     | 1993       | 1999          | 12.06.2000   |            | БОХР ПС ФСБ России по ДВФО. В строю                                                                                  |
| 11 | 10410  | 411    | ПСКР-923 «Кондор»         | 126     | 1995       | 27.09.2003    | 09.2005      |            | БОХР ПС ФСБ России по ДВФО. В строю                                                                                  |
| 12 | 10410А | 412    | ПСКР-926 «Ворон»          | 069     | 2001       | 15.07.2006    | 15.05.2007   |            | БОХР ПС ФСБ России по ДВФО. В строю                                                                                  |
| 13 | 10410Б | 413    | ПСКР-929 «Беркут»         | 113     | 09.2006    | 13.08.2009    | 21.04.2010   |            | БОХР ПС ФСБ России по ДВФО. В строю                                                                                  |
| 14 | 10410В | 414    | ПСКР-259 «Невельск»       | 259     | 10.2017    | 04.2020       | 06.10.2021   |            | БОХР ПС ФСБ России по ДВФО. В строю                                                                                  |
| 15 | 10410В | 415    | ПСКР-261 «Находка»        | 261     | 10.2017    | 04.2020       | 06.10.2021   |            | БОХР ПС ФСБ России по ДВФО. В строю                                                                                  |
| 16 | 10412  | 420    | HQ-266                    |         | 22.07.2009 | 22.04.2011    | 2011         |            | ВМС Вьетнама. В строю                                                                                                |
| 17 | 10412  | 421    | HQ-267                    |         | 22.07.2009 | 12.11.2010    | 16.08.2012   |            | ВМС Вьетнама. В строю                                                                                                |

Корабли построенные на Заводе № 345 / «Ярославском ССЗ» (Ярославль)
| №  | Проект | Зав. № | Тактический № / Название  | Борт. № | Закладка   | Спуск на воду | Ввод в строй | Списание | Примечание                                                                        |
| -- | ------ | ------ | ------------------------- | ------- | ---------- | ------------- | ------------ | -------- | --------------------------------------------------------------------------------- |
| 18 | 10410  | 801    | ПСКР-902 «Ставрополь»     | 100     |            |               | 1990         | 2019     | БОХР ПС ФСБ России по ЮФО. Списан, утилизирован 02.2020                           |
| 19 | 10410  | 802    | ПСКР-905 «Расул Гамзатов» | 109     |            |               | 1991         | 2019     | БОХР ПС ФСБ России по ЮФО. Списан, утилизирован в 2019 году                       |
| 20 | 10410  | 803    | ПСКР-906 «Сочи»           | 110     |            | 11.04.1991    | 08.02.1992   | 2019     | БОХР ПС ФСБ России по ЮФО. Списан. Название «Сочи» в 2022 году получил новый ПСКР |
| 21 | 10410  | 804    | ПСКР-910 «Бриз»           | 065     |            | 10.12.1992    | 1993         | 2020     | БОХР ПС ФСБ России по СЗФО. Списан, утилизирован в 2021 году                      |
| 22 | 10410  | 805    | ПСКР-911 «Подольск»       | 017     | 1992       | 1992          | 25.03.1993   | 2018     | БОХР ПС ФСБ России по СЗФО. Списан                                                |
| 23 | 10410  | 806    | ПСКР-916                  | 554     | 1993       |               | 1994         |          | БОХР ПС ФСБ России по ЮФО. В строю, порт приписки — Махачкала                     |
| 24 | 10410  | 807    | ПСКР-928 «Василий Грязев» | 017     | 12.09.1998 | 25.05.2007    | 15.12.2007   |          | БОХР ПС ФСБ России по СЗФО. В строю, порт приписки — Балтийск                     |
| 25 | 10410Б | 809    | «Балаклава»               | 378     | 15.06.2017 | 17.07.2018    | 14.10.2020   |          | БОХР ПС ФСБ России по Республике Крым. В строю, порт приписки — Севастополь       |
| 26 | 10410Б | 808    | «Усть-Лабинск»            | 393     | 1999       | 30.08.2011    | 20.12.2012   |          | БОХР ПС ФСБ России по КФО. В строю, порт приписки — Сочи                          |
| 27 | 10410  | 809    | «???»                     |         | 13.06.2024 | 2025          | 2026         |          | БОХР ПС ФСБ России Строится                                                       |

Корабли построенные на ЛСО «Алмаз» / Судостроительном объединении «Алмаз» / Судостроительной фирме «Алмаз» (Санкт-Петербург)
| №  | Проект | Зав. № | Тактический № / Название    | Борт. № | Закладка   | Спуск на воду | Ввод в строй | Списание | Примечание                                                                                              |
| -- | ------ | ------ | --------------------------- | ------- | ---------- | ------------- | ------------ | -------- | --- |
| 28 | 10410  | 301    | ПСКР-909 «Выборг»           | 141     | 05.1989    | 09.1991       | 31.07.1992   | 2017     | БОХР ПС ФСБ России по СЗФО. Списан                                                                      |
| 29 | 10410  | 302    | ПСКР-912 «Анатолий Королёв» | 137     | 1990       | 1991          | 23.02.1992   | 2021     | БОХР ПС ФСБ России по СЗФО. Списан                                                                      |
| 30 | 10410  | 303    | ПСКР-913 «Алмаз»            | 143     | 1991       | 17.10.1992    | 15.10.1993   |          | БОХР ПС ФСБ России по СЗФО. В строю, порт приписки — Санкт-Петербург                                    |
| 31 | 10410  | 304    | ПСКР-917 «Нептун»           | 077     | 1992       | 28.07.1994    | 1995         | 2017     | БОХР ПС ФСБ России по СЗФО. Списан                                                                      |
| 32 | 10410  | 305    | ПСКР-919 «Дербент»          | 555     | 1992       | 1994          | 1995         |          | БОХР ПС ФСБ России по ЮФО. В строю, порт приписки — Махачкала                                           |
| 33 | 10410  | 306    | ПСКР-920 «Сыктывкар»        | 380     | 1992       | 19.01.1995    | 22.11.1995   |          | БОХР ПС ФСБ России по ЮФО. В строю, порт приписки — Новороссийск                                        |
| 34 | 10410  | 307    | ПСКР-921 «Кизляр»           | 139     | 26.08.1992 | 06.12.1996    | 23.12.1997   |          | БОХР ПС ФСБ России по СЗФО. В строю, порт приписки — Архангельск                                        |
| 35 | 10410  | 308    | ПСКР-924 «Валентин Пикуль»  | 557     |            | 25.05.2000    | 27.06.2001   |          | БОХР ПС ФСБ России по ЮФО. В строю, порт приписки — Каспийск                                            |
| 36 | 10410  | 309    | ПСКР-925 «Ямалец»           | 414     |            |               | 15.10.2004   |          | БОХР ПС ФСБ России по КФО. Новороссийская отдельная бригада ПСКР. В строю, порт приписки — Новороссийск |
| 37 | 10410Б | 310    | ПСКР-927                    | 383     |            |               | 03.09.2007   |          | БОХР ПС ФСБ России по КФО. В строю, порт приписки — Сочи                                                |
| 38 | 10410Б | 311    | ПСКР-436 «Краснодарец»      | 436     | 02.04.2009 | 08.09.2010    | 30.11.2010   |          | БОХР ПС ФСБ России по КФО. Черноморско-Азовское пограничное управление. В строю, порт приписки — Сочи   |
| 39 | 10410Б | 312    | ПСКР-932 «Крым»             | 356     |            | 29.05.2015    | 30.11.2015   |          | БОХР ПС ФСБ России по Республике Крым. В строю, порт приписки — Керчь                                   |
| 40 | 10410Б | 313    | ПСКР-933 «Керчь»            | 444     | 24.05.2017 | 08.06.2018    | 26.10.2018   |          | БОХР ПС ФСБ России по Республике Крым. В строю, порт приписки — Севастополь                             |
| 41 | 10410  | 314    | «Новороссийск»              | 353     | 2019       | 01.12.2021    | 2023         |          | БОХР ПС ФСБ России по ЮФО. В строю, порт приписки — Новороссийск                                        |
| 42 | 10410  | 315    | «Сочи»                      | 393     | 2019       | 14.04.2022    | 22.11.2022   |          | БОХР ПС ФСБ России по ЮФО. В строю, порт приписки — Новороссийск                                        |
| 43 | 10410  | 316    | «Южно-Курильск»             | 505     | 2021       | 19.04.2023    | 19.12.2023   |          | БОХР ПС ФСБ России по ДВФО. В строю                                                                     |
| 44 | 10410  | 317    | «Кавказ»                    | 506     | 2022       | 27.04.2024    | 2025         |          | БОХР ПС ФСБ России по ЮФО. Проходит испытания                                                           |
| 45 | 10410  | 318    | «???»                       | 507     | 2023       | 23.04.2025    | 2026         |          | БОХР ПС ФСБ России. Проходит испытания                                                                  |
| 46 | 10412  | 040    | HQ-261                      |         |            | 18.07.2002    | 17.10.2002   |          | ВМС Вьетнама. В строю                                                                                   |
| 47 | 10412  | 041    | HQ-263                      |         |            | 30.07.2002    | 17.10.2002   |          | ВМС Вьетнама. В строю                                                                                   |
| 48 | 10412  | 043    | «Триглав»                   | 11      | 09.2008    | 21.07.2010    | 10.11.2010   |          | ВМС Словении. Позывной S5KV7, MMSI 278631011. В строю                                                   |
| 49 | 10412  | 044    | HQ-264                      |         | 26.06.2009 | 22.04.2011    | 2011         |          | ВМС Вьетнама. В строю                                                                                   |
| 50 | 10412  | 045    | HQ-265                      |         | 26.06.2009 | 12.11.2010    | 2011         |          | ВМС Вьетнама. В строю                                                                                   |

## Экспорт
Вьетнам: 6 единиц — HQ-261, 263 (до 17.10.2002 зав. № 040, 041), HQ-264, 265 (до 1.03.2012 зав. № 044, 045), HQ-266, 267 (до 16.08.2012 зав. № 420, 421)
Словения: 1 единица — «Триглав» (до 10.11.2010 зав. № 043)

## Галерея

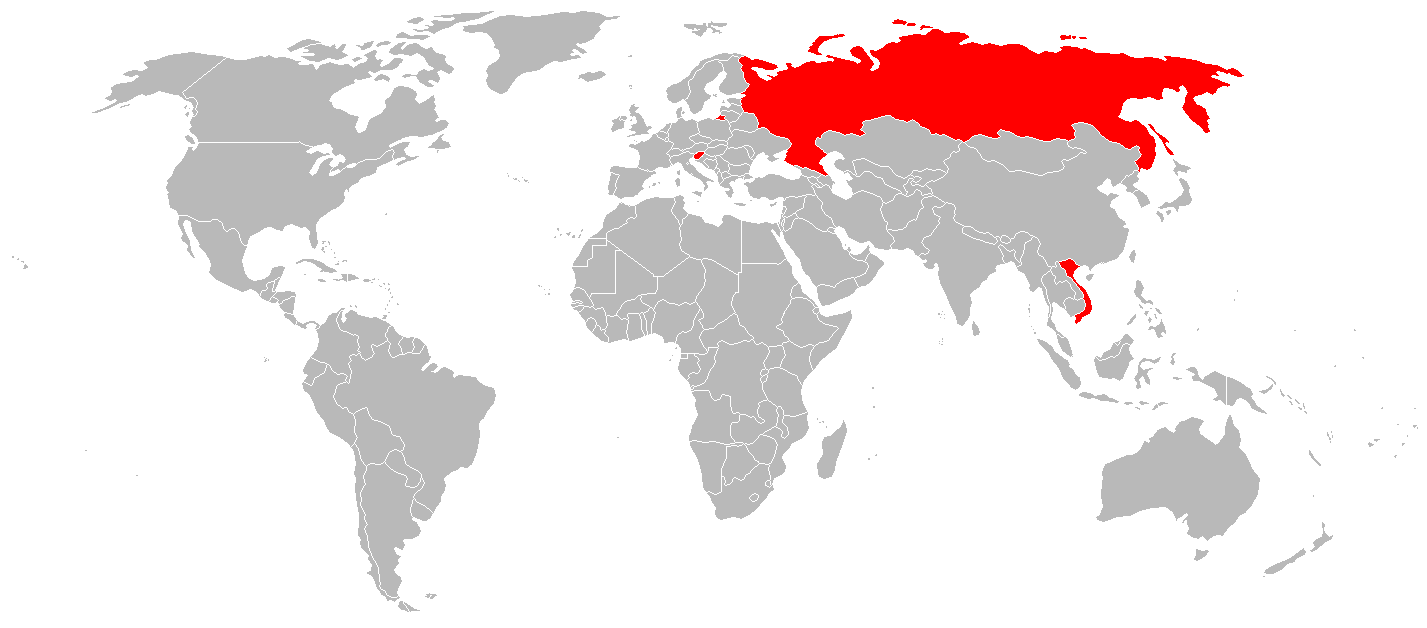
Страны, использующие патрульные катера «Светляк».
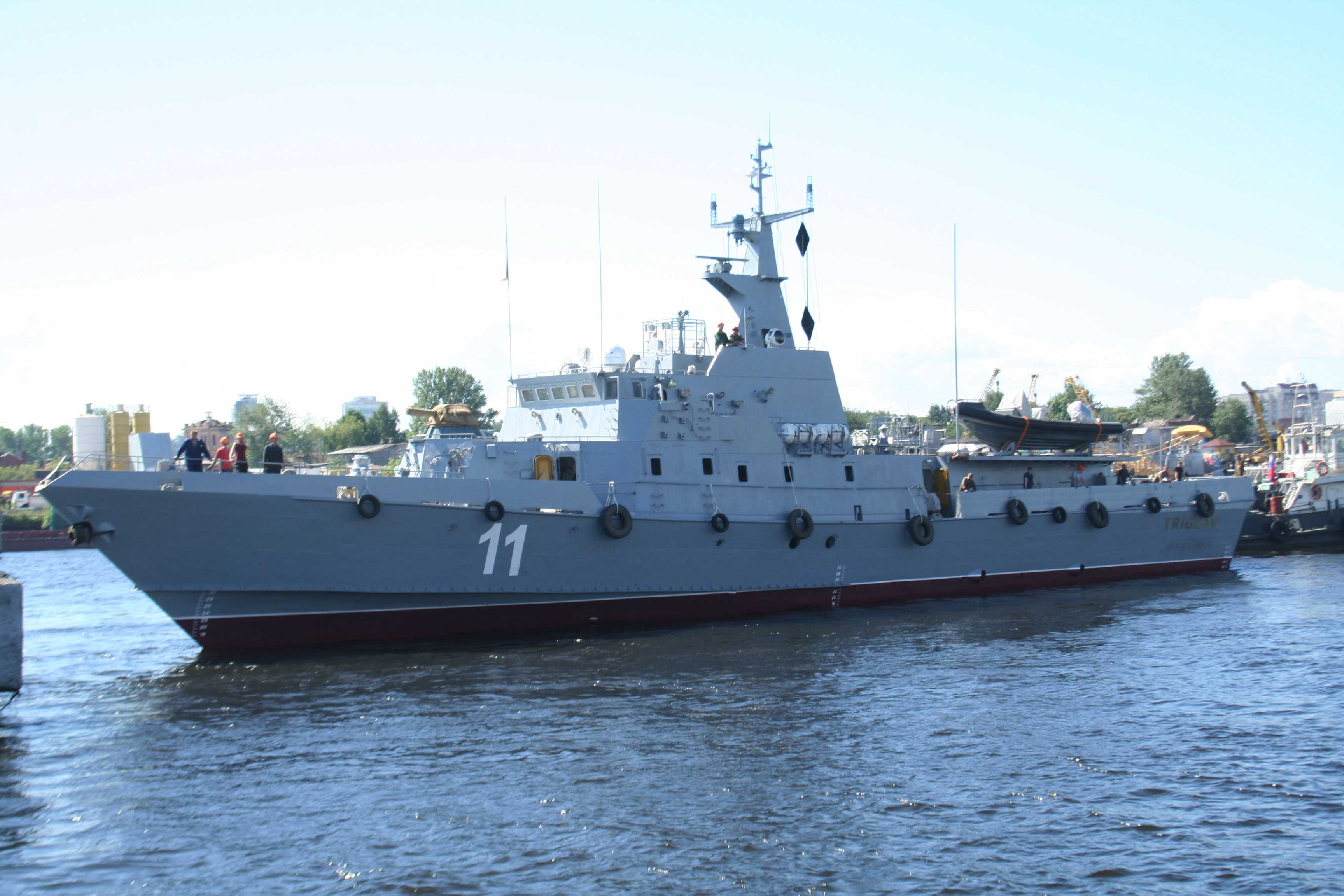
Патрульный катер «Triglav» ВМС Словении.
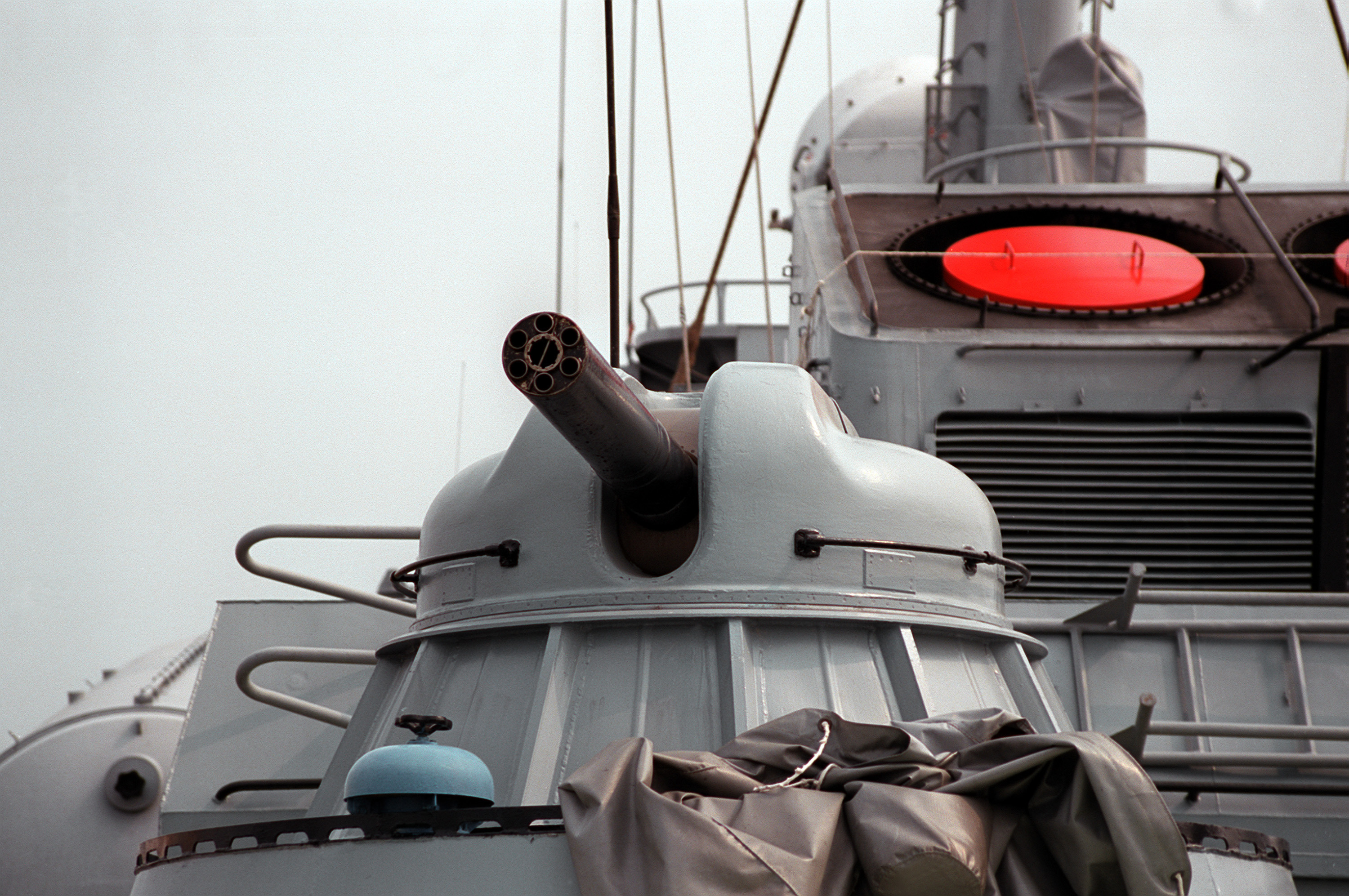
30-мм шестиствольная артустановка АК-630.
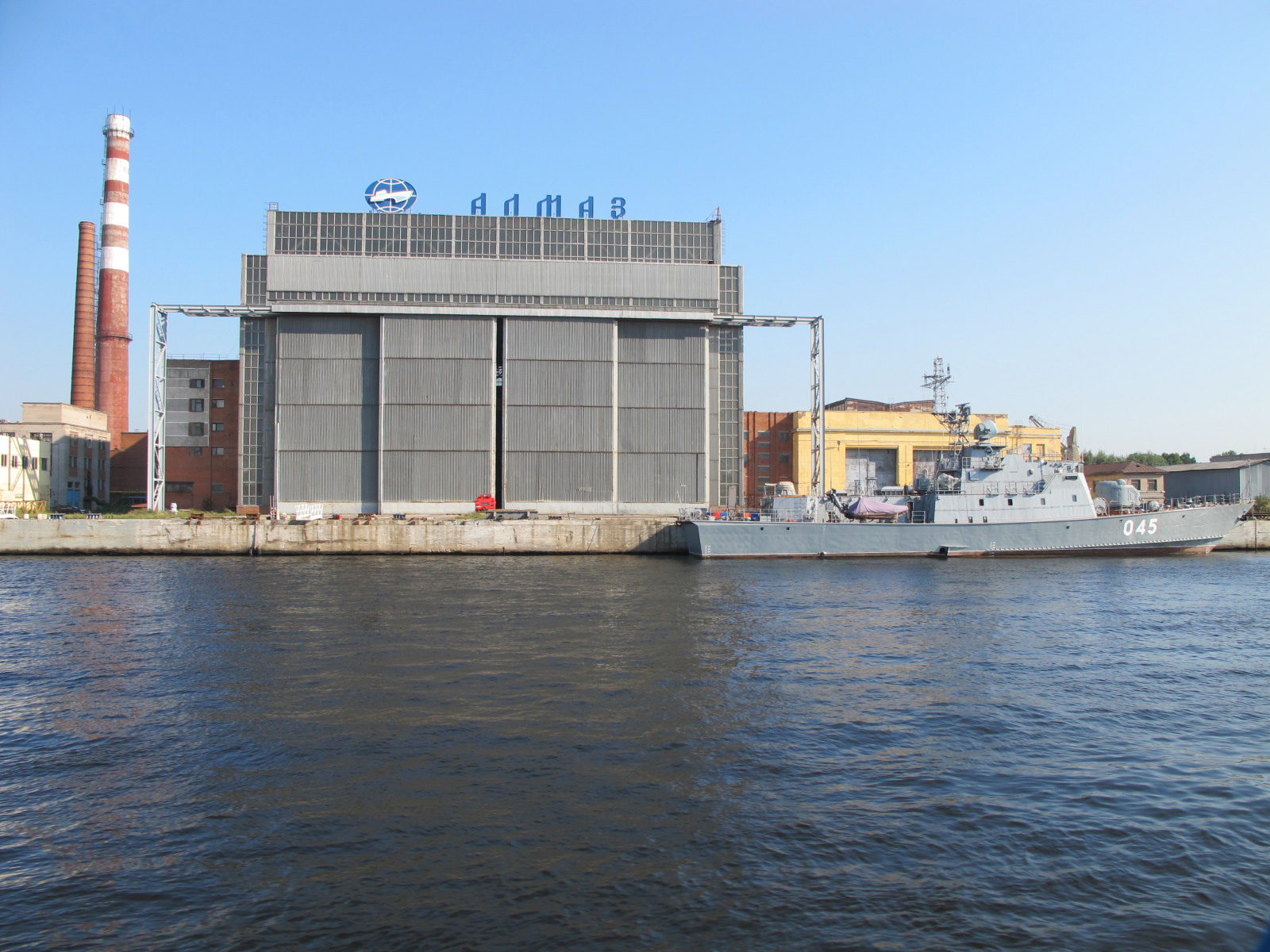
На ССЗ «Алмаз».